# Leichtathletik-Hallenweltmeisterschaften 1997
Die 6. Leichtathletik-Hallenweltmeisterschaften fanden vom 7. bis 9. März 1997 in Paris statt. Die Wettbewerbe wurden im Palais Omnisports de Paris-Bercy ausgetragen. Es waren die ersten internationalen Meisterschaften, bei denen ein Stabhochsprungwettbewerb der Frauen durchgeführt wurde.
Es wurden drei Weltrekorde aufgestellt:
- In der 4-mal-400-Meter-Staffel der Frauen benötigte das russische Quartett 3:26,84 min.
- Wilson Kipketer erzielte gleich zwei Weltrekorde im 800-Meter-Lauf, in der Qualifikation mit 1:43,96 min und zwei Tage später im Finale mit 1:42,67 min.

## Männer

### 60 m
| Platz | Athlet               | Land | Zeit (s)  |
| ----- | -------------------- | ---- | --------- |
| 1     | Charalambos Papadias | GRE  | 6,50 (NR) |
| 2     | Michael Green        | JAM  | 6,51      |
| 3     | Davidson Ezinwa      | NGR  | 6,52 (PB) |
| 4     | Raymond Stewart      | JAM  | 6,55      |
| 5     | Bruny Surin          | CAN  | 6,57      |
| 6     | Patrik Lövgren       | SWE  | 6,61      |

Datum: 7. März

### 200 m
| Platz | Athlet           | Land | Zeit (s)   |
| ----- | ---------------- | ---- | ---------- |
| 1     | Kevin Little     | USA  | 20,40 (CR) |
| 2     | Iván García      | CUB  | 20,46 (PB) |
| 3     | Francis Obikwelu | NGR  | 21,10      |
| 4     | Troy Douglas     | BER  | 21,22      |
| 5     | Rohsaan Griffin  | USA  | 21,27      |
| 6     | Ato Boldon       | TRI  | DNF        |

Datum: 8. März

### 400 m
| Platz | Athlet           | Land | Zeit (s)   |
| ----- | ---------------- | ---- | ---------- |
| 1     | Sunday Bada      | NGR  | 45,51 (AR) |
| 2     | Jamie Baulch     | GBR  | 45,62      |
| 3     | Shunji Karube    | JPN  | 45,76 (AR) |
| 4     | Robert Maćkowiak | POL  | 45,94      |
| 5     | Derek Mills      | USA  | 46,30      |
|       | Troy McIntosh    | BAH  | DNF        |

Datum: 9. März

### 800 m
| Platz | Athlet           | Land | Zeit (min)   |
| ----- | ---------------- | ---- | ------------ |
| 1     | Wilson Kipketer  | DEN  | 1:42,67 (WR) |
| 2     | Mahjoub Haïda    | MAR  | 1:45,76 (NR) |
| 3     | Rich Kenah       | USA  | 1:46,16 (PB) |
| 4     | Nico Motchebon   | GER  | 1:46,19      |
| 5     | Marko Koers      | NED  | 1:46,43 (PB) |
| 6     | Einars Tupuritis | LAT  | 1:46,47      |

Datum: 9. März

### 1500 m
| Platz | Athlet             | Land | Zeit (min)   |
| ----- | ------------------ | ---- | ------------ |
| 1     | Hicham El Guerrouj | MAR  | 3:35,61 (CR) |
| 2     | Rüdiger Stenzel    | GER  | 3:37,24      |
| 3     | William Tanui      | KEN  | 3:37,48      |
| 4     | Branko Zorko       | CRO  | 3:39,25      |
| 5     | Andrés Manuel Díaz | ESP  | 3:39,73      |
| 6     | Ali Hakimi         | TUN  | 3:39,91      |
| 7     | Jason Pyrah        | USA  | 3:41,64      |
| 8     | Niall Bruton       | IRL  | 3:42,65      |

Datum: 8. März

### 3000 m
| Platz | Athlet             | Land | Zeit (min)   |
| ----- | ------------------ | ---- | ------------ |
| 1     | Haile Gebrselassie | ETH  | 7:34,71 (CR) |
| 2     | Paul Bitok         | KEN  | 7:38,84      |
| 3     | Ismaïl Sghyr       | MAR  | 7:40,01      |
| 4     | Gennaro Di Napoli  | ITA  | 7:41,05 (NR) |
| 5     | Moses Kiptanui     | KEN  | 7:41,87      |
| 6     | John Mayock        | GBR  | 7:44,31      |
| 7     | Fita Bayisa        | ETH  | 7:49,47      |
| 8     | El Hassan Lahssini | MAR  | 7:50,54      |

Datum: 9. März

### 60 m Hürden
| Platz | Athlet           | Land | Zeit (s)  |
| ----- | ---------------- | ---- | --------- |
| 1     | Anier García     | CUB  | 7,48 (NR) |
| 2     | Colin Jackson    | GBR  | 7,49      |
| 3     | Tony Dees        | USA  | 7,50      |
| 4     | Duane Ross       | USA  | 7,54      |
| 5     | Igor Kováč       | SVK  | 7,59 (NR) |
|       | Jonathan N’Senga | BEL  | DQ        |

Datum: 9. März
Der sechstplatzierte N’Senga (Zeit: 7,71 s) wurde wegen des Gebrauchs von Ephedrin disqualifiziert.

### 4 × 400 m Staffel
| Platz | Land               | Athleten                                                           | Zeit (min)   |
| ----- | ------------------ | ------------------------------------------------------------------ | ------------ |
| 1     | Vereinigte Staaten | Jason Rouser Mark Everett Sean Maye Deon Minor                     | 3:04,93 (WL) |
| 2     | Jamaika            | Linval Laird Michael McDonald Dinsdale Morgan Gregory Haughton     | 3:08,11      |
| 3     | Frankreich         | Pierre-Marie Hilaire Rodrigue Nordin Loïc Lerouge Fred Mango       | 3:09,68      |
| 4     | Russland           | Dmitri Bei Ruslan Maschtschenko Dmitri Kossow Dmitri Golowastow    | 3:09,75      |
| 5     | Österreich         | Martin Lachkovics Rafik Elouardi Andreas Rechbauer Thomas Griesser | 3:11,47      |
| 6     | Japan              | Shunji Karube Dai Tamesue Shigekazu Omori Masayoshi Kan            | 3:20,18      |

Datum: 9. März

### Hochsprung
| Platz | Athlet             | Land | Höhe (m)  |
| ----- | ------------------ | ---- | --------- |
| 1     | Charles Austin     | USA  | 2,35      |
| 2     | Lambros Papakostas | GRE  | 2,32      |
| 3     | Dragutin Topić     | YUG  | 2,32      |
| 4     | Charles Lefrançois | CAN  | 2,29 (PB) |
| 5     | Wolfgang Kreißig   | GER  | 2,29      |
| 6     | Jarosław Kotewicz  | POL  | 2,25      |
| 6     | Steve Smith        | GBR  | 2,25      |
| 8     | Steinar Hoen       | NOR  | 2,25      |
| 8     | Stefan Holm        | SWE  | 2,25      |

Datum: 9. März

### Stabhochsprung
| Platz | Athlet            | Land | Höhe (m)  |
| ----- | ----------------- | ---- | --------- |
| 1     | Igor Potapowitsch | KAZ  | 5,90 (AR) |
| 2     | Lawrence Johnson  | USA  | 5,85      |
| 3     | Maxim Tarassow    | RUS  | 5,80      |
| 4     | Riaan Botha       | RSA  | 5,75 (PB) |
| 5     | Tim Lobinger      | GER  | 5,75 (PB) |
| 6     | Okkert Brits      | RSA  | 5,65      |
| 7     | Trond Barthel     | NOR  | 5,65 (NR) |
| 8     | Javier García     | ESP  | 5,55      |
| 8     | Michael Stolle    | GER  | 5,55      |

Datum: 8. März

### Weitsprung
| Platz | Athlet            | Land | Weite (m) |
| ----- | ----------------- | ---- | --------- |
| 1     | Iván Pedroso      | CUB  | 8,51 (CR) |
| 2     | Kirill Sossunow   | RUS  | 8,41 (PB) |
| 3     | Joe Greene        | USA  | 8,41 (PB) |
| 4     | Erick Walder      | USA  | 8,24      |
| 5     | James Beckford    | JAM  | 8,17      |
| 6     | Jewgeni Tretjak   | RUS  | 8,12      |
| 7     | Gregor Cankar     | SLO  | 8,02      |
| 8     | Spyridon Vasdekis | GRE  | 7,99      |

Datum: 8. März

### Dreisprung
| Platz | Athlet                    | Land | Weite (m)  |
| ----- | ------------------------- | ---- | ---------- |
| 1     | Yoel García               | CUB  | 17,30      |
| 2     | Aliecer Urrutia           | CUB  | 17,27      |
| 3     | Alexander Asseledtschenko | RUS  | 17,22 (PB) |
| 4     | Charles Friedek           | GER  | 17,16      |
| 5     | Andrew Murphy             | AUS  | 16,96      |
| 6     | Rogel Nachum              | ISR  | 16,81      |
| 7     | Sigurd Njerve             | NOR  | 16,81      |
| 8     | Tibor Ordina              | HUN  | 16,65      |

Datum: 9. März

### Kugelstoßen
| Platz | Athlet             | Land | Weite (m)  |
| ----- | ------------------ | ---- | ---------- |
| 1     | Jurij Bilonoh      | UKR  | 21,02 (PB) |
| 2     | Oleksandr Bahatsch | UKR  | 20,94      |
| 3     | John Godina        | USA  | 20,87      |
| 4     | Oliver-Sven Buder  | GER  | 20,70      |
| 5     | Manuel Martínez    | ESP  | 20,37 (NR) |
| 6     | Mika Halvari       | FIN  | 20,22      |
| 7     | Corrado Fantini    | ITA  | 20,02      |
| 8     | Arsi Harju         | FIN  | 20,00      |

Datum: 7. März

### Siebenkampf
| Platz | Athlet              | Land | Punkte    |
| ----- | ------------------- | ---- | --------- |
| 1     | Robert Změlík       | CZE  | 6228      |
| 2     | Erki Nool           | EST  | 6213 (PB) |
| 3     | Jón Arnar Magnússon | ISL  | 6145 (NR) |
| 4     | Chris Huffins       | USA  | 6128      |
| 5     | Christian Plaziat   | FRA  | 6106      |
| 6     | Steve Fritz         | USA  | 6008      |
| 7     | Sébastien Levicq    | FRA  | 5865      |

Datum: 8./9. März
Der Siebenkampf bestand aus 60-Meter-Lauf, Weitsprung, Kugelstoßen, Hochsprung, 60-Meter-Hürdenlauf, Stabhochsprung und 1000-Meter-Lauf.

## Frauen

### 60 m
| Platz | Athletin          | Land | Zeit (s) |
| ----- | ----------------- | ---- | -------- |
| 1     | Gail Devers       | USA  | 7,06     |
| 2     | Chandra Sturrup   | BAH  | 7,15     |
| 3     | Frédérique Bangué | FRA  | 7,17     |
| 4     | Chioma Ajunwa     | NGR  | 7,19     |
| 5     | Endurance Ojokolo | NGR  | 7,38     |
| 6     | Irina Priwalowa   | RUS  | 7,88     |

Datum: 7. März

### 200 m
| Platz | Athletin                | Land | Zeit (s)   |
| ----- | ----------------------- | ---- | ---------- |
| 1     | Ekaterini Koffa         | GRE  | 22,76 (NR) |
| 2     | Juliet Cuthbert         | JAM  | 22,77      |
| 3     | Swetlana Gontscharenko  | RUS  | 22,85      |
| 4     | Merlene Frazer          | JAM  | 22,88      |
| 5     | Jekaterina Leschtschowa | RUS  | 23,81      |
| 6     | Carlette Guidry         | USA  | DNS        |

Datum: 8. März

### 400 m
| Platz | Athletin          | Land | Zeit (s)   |
| ----- | ----------------- | ---- | ---------- |
| 1     | Jearl Miles Clark | USA  | 50,96 (WL) |
| 2     | Sandie Richards   | JAM  | 51,17 (PB) |
| 3     | Helena Fuchsová   | CZE  | 52,04 (PB) |
| 4     | Ionela Târlea     | ROU  | 52,06 (NR) |
| 5     | Charity Opara     | NGR  | 52,19      |
| 6     | Grit Breuer       | GER  | 52,22      |

Datum: 9. März

### 800 m
| Platz | Athletin               | Land | Zeit (min)   |
| ----- | ---------------------- | ---- | ------------ |
| 1     | Maria de Lurdes Mutola | MOZ  | 1:58,96      |
| 2     | Natallja Duchnowa      | BLR  | 1:59,31 (NR) |
| 3     | Joetta Clark           | USA  | 1:59,82 (PB) |
| 4     | Letitia Vriesde        | SUR  | 1:59,84      |
| 5     | Toni Hodgkinson        | NZL  | 2:00,36 (AR) |
| 6     | Irina Birjukowa        | RUS  | 2:00,61 (PB) |

Datum: 9. März

### 1500 m
| Platz | Athletin                | Land | Zeit (min)   |
| ----- | ----------------------- | ---- | ------------ |
| 1     | Jekaterina Podkopajewa  | RUS  | 4:05,19 (PB) |
| 2     | Patricia Djaté-Taillard | FRA  | 4:06,16 (NR) |
| 3     | Lidia Chojecka          | POL  | 4:06,25 (NR) |
| 4     | Carla Sacramento        | POR  | 4:06,33 (NR) |
| 5     | Sylvia Kühnemund        | GER  | 4:06,56 (PB) |
| 6     | Catalina Gheorghiu      | ROU  | 4:07,04 (PB) |
| 7     | Malin Ewerlöf           | SWE  | 4:09,72 (PB) |
| 8     | Kutre Dulecha           | ETH  | 4:09,76 (AR) |

Datum: 9. März
Die US-Amerikanerin Mary Slaney belegte den zweiten Platz in 4:05,22 min. Sie wurde 1999 disqualifiziert, nachdem bekannt wurde, dass sie bei einer Dopingkontrolle im Jahr 1996 überhöhte Werte gehabt hatte.

### 3000 m
| Platz | Athletin          | Land | Zeit (min)   |
| ----- | ----------------- | ---- | ------------ |
| 1     | Gabriela Szabo    | ROU  | 8:45,75 (WL) |
| 2     | Sonia O’Sullivan  | IRL  | 8:46,19 (NR) |
| 3     | Fernanda Ribeiro  | POR  | 8:49,79      |
| 4     | Marina Bastos     | POR  | 8:52,64      |
| 5     | Marta Domínguez   | ESP  | 8:52,74 (NR) |
| 6     | Olga Jegorowa     | RUS  | 8:52,99 (PB) |
| 7     | Farida Fatès      | FRA  | 8:54,98 (PB) |
| 8     | Laurence Duquenoy | FRA  | 9:00,27      |

Datum: 8. März

### 60 m Hürden
| Platz | Athletin         | Land | Zeit (s)  |
| ----- | ---------------- | ---- | --------- |
| 1     | Michelle Freeman | JAM  | 7,82 (CR) |
| 2     | Gillian Russell  | JAM  | 7,84 (PB) |
| 3     | Cheryl Dickey    | USA  | 7,84 (PB) |
| 3     | Patricia Girard  | FRA  | 7,84      |
| 5     | Melissa Morrison | USA  | 7,88 (PB) |
| 6     | Keturah Anderson | CAN  | 8,02      |

Datum: 9. März

### 4 × 400 m Staffel
| Platz | Land                   | Athletinnen                                                                  | Zeit (min)   |
| ----- | ---------------------- | ---------------------------------------------------------------------------- | ------------ |
| 1     | Russland               | Tatjana Tschebykina Swetlana Gontscharenko Olga Kotljarowa Tatjana Alexejewa | 3:26,84 (WR) |
| 2     | Vereinigte Staaten     | Shanelle Porter Natasha Kaiser-Brown Anita Howard Jearl Miles Clark          | 3:27,66 (AR) |
| 3     | Deutschland            | Anja Rücker Anke Feller Heike Meißner Grit Breuer                            | 3:28,39      |
| 4     | Tschechien             | Naděžda Koštovalová Ludmila Formanová Helena Fuchsová Hana Benešová          | 3:28,47      |
| 5     | Ukraine                | Tetjana Mowtschan Aelita Jurtschenko Halyna Misiruk Olha Moros               | 3:30,43      |
| 6     | Vereinigtes Königreich | Phylis Smith Sally Gunnell Michelle Thomas Donna Fraser                      | 3:32,25 (NR) |

Datum: 9. März

### Hochsprung
| Platz | Athletin            | Land | Höhe (m)  |
| ----- | ------------------- | ---- | --------- |
| 1     | Stefka Kostadinowa  | BUL  | 2,02 (WL) |
| 2     | Inha Babakowa       | UKR  | 2,00 (NR) |
| 3     | Hanne Haugland      | NOR  | 2,00 (NR) |
| 4     | Alina Astafei       | GER  | 1,95      |
| 5     | Ioamnet Quintero    | CUB  | 1,95      |
| 6     | Nelė Žilinskienė    | LTU  | 1,95 (NR) |
| 7     | Wiktorija Fjodorowa | RUS  | 1,95      |
| 8     | Kajsa Bergqvist     | SWE  | 1,95 (NR) |

Datum: 8. März

### Stabhochsprung
| Platz | Athletin          | Land | Höhe (m)  |
| ----- | ----------------- | ---- | --------- |
| 1     | Stacy Dragila     | USA  | 4,40 (WR) |
| 2     | Emma George       | AUS  | 4,35 (NR) |
| 3     | Cai Weiyan        | CHN  | 4,35 (AR) |
| 4     | Sun Caiyun        | CHN  | 4,20      |
| 5     | Daniela Bártová   | CZE  | 4,35      |
| 6     | Swetlana Abramowa | RUS  | 4,10      |
| 7     | Eszter Szemerédi  | HUN  | 4,10      |
| 8     | Vala Flosadóttir  | ISL  | 4,00      |

Datum: 9. März

### Weitsprung
| Platz | Athletin           | Land | Weite (m) |
| ----- | ------------------ | ---- | --------- |
| 1     | Fiona May          | ITA  | 6,86 (NR) |
| 2     | Chioma Ajunwa      | NGR  | 6,80      |
| 3     | Agata Karczmarek   | POL  | 6,71 (PB) |
| 4     | Joanne Wise        | GBR  | 6,70 (NR) |
| 5     | Niki Xanthou       | GRE  | 6,69      |
| 6     | Nina Perewedenzewa | RUS  | 6,65      |
| 7     | Heike Drechsler    | GER  | 6,63      |
| 8     | Olena Chlopotnowa  | UKR  | 6,59      |

Datum: 9. März

### Dreisprung
| Platz | Athletin         | Land | Weite (m)  |
| ----- | ---------------- | ---- | ---------- |
| 1     | Inna Lassowskaja | RUS  | 15,01 (WL) |
| 2     | Ashia Hansen     | GBR  | 14,70 (NR) |
| 3     | Šárka Kašpárková | CZE  | 14,66 (NR) |
| 4     | Rodica Mateescu  | ROU  | 14,65      |
| 5     | Petra Lobinger   | GER  | 14,36 (NR) |
| 6     | Yamilé Aldama    | CUB  | 14,28 (AR) |
| 7     | Olena Howorowa   | UKR  | 14,13      |
| 8     | Teresa Marinowa  | BUL  | 14,00 (PB) |

Datum: 8. März

### Kugelstoßen
| Platz | Athletin           | Land | Weite (m)  |
| ----- | ------------------ | ---- | ---------- |
| 1     | Wita Pawlysch      | UKR  | 20,00      |
| 2     | Astrid Kumbernuss  | GER  | 19,92      |
| 3     | Irina Korschanenko | RUS  | 19,49 (PB) |
| 4     | Stephanie Storp    | GER  | 18,80      |
| 5     | Huang Zhihong      | CHN  | 18,67      |
| 6     | Connie Price-Smith | USA  | 18,38      |
| 7     | Mara Rosolen       | ITA  | 18,37      |
| 8     | Zhang Liuhong      | CHN  | 18,29      |

Datum: 8. März

### Fünfkampf
| Platz | Athletin           | Land | Punkte    |
| ----- | ------------------ | ---- | --------- |
| 1     | Sabine Braun       | GER  | 4780 (WL) |
| 2     | Mona Steigauf      | GER  | 4681 (PB) |
| 3     | Kym Carter         | USA  | 4627      |
| 4     | Urszula Włodarczyk | POL  | 4613      |
| 5     | Tatjana Gordejewa  | RUS  | 4575      |
| 6     | Eunice Barber      | SLE  | 4558 (PB) |
| 7     | Le Shundra Nathan  | USA  | 4513      |
| 8     | Marie Collonvillé  | FRA  | 4225      |

Datum: 7. März
Der Fünfkampf bestand aus 60-Meter-Hürdenlauf, Hochsprung, Kugelstoßen, Weitsprung und 800-Meter-Lauf.

## Erklärungen
- WR: Weltrekord
- WMR: Weltmeisterschaftsrekord
- AR: Kontinentalrekord
- NR: nationaler Rekord
- WL: Weltjahresbestleistung
- PB: persönliche Bestleistung

## Medaillenspiegel
| Medaillenspiegel |                        |      |        |        |        |
| Platz            | Land                   | Gold | Silber | Bronze | Gesamt |
| 1                | Vereinigte Staaten     | 6    | 2      | 7      | 15     |
| 2                | Kuba                   | 3    | 2      | –      | 5      |
| 3                | Russland               | 3    | 1      | 4      | 8      |
| 4                | Ukraine                | 2    | 2      | –      | 4      |
| 5                | Griechenland           | 2    | 1      | –      | 3      |
| 6                | Jamaika                | 1    | 5      | –      | 6      |
| 7                | Deutschland            | 1    | 3      | 1      | 5      |
| 8                | Nigeria                | 1    | 1      | 2      | 4      |
| 9                | Marokko                | 1    | 1      | 1      | 3      |
| 10               | Tschechien             | 1    | –      | 2      | 3      |
| 11               | Bulgarien              | 1    | –      | –      | 1      |
| 11               | Dänemark               | 1    | –      | –      | 1      |
| 11               | Äthiopien              | 1    | –      | –      | 1      |
| 11               | Italien                | 1    | –      | –      | 1      |
| 11               | Kasachstan             | 1    | –      | –      | 1      |
| 11               | Mosambik               | 1    | –      | –      | 1      |
| 11               | Rumänien               | 1    | –      | –      | 1      |
| 18               | Vereinigtes Königreich | –    | 3      | –      | 3      |
| 19               | Frankreich             | –    | 1      | 3      | 4      |
| 20               | Kenia                  | –    | 1      | 1      | 2      |
| 21               | Australien             | –    | 1      | –      | 1      |
| 21               | Bahamas                | –    | 1      | –      | 1      |
| 21               | Belarus                | –    | 1      | –      | 1      |
| 21               | Estland                | –    | 1      | –      | 1      |
| 21               | Irland                 | –    | 1      | –      | 1      |
| 26               | Polen                  | –    | –      | 2      | 2      |
| 27               | Island                 | –    | –      | 1      | 1      |
| 27               | Japan                  | –    | –      | 1      | 1      |
| 27               | Norwegen               | –    | –      | 1      | 1      |
| 27               | Portugal               | –    | –      | 1      | 1      |
| 27               | CHN                    | –    | –      | 1      | 1      |
| 27               | BR Jugoslawien         | –    | –      | 1      | 1      |